# Lago Chelan
Il lago Chelan (in inglese Lake Chelan) è un lago naturale situato nello Stato di Washington, negli Stati Uniti.

## Geografia
Con una superficie di 135 km², è il lago naturale più esteso dello Stato. Il lago ha una profondità massima di 453 metri, che lo rende il terzo lago più profondo degli Stati Uniti e il venticinquesimo più profondo del mondo ed è situato a 335 m s.l.m. Il lago è lungo 81 km e largo 1,5. Sulle rive del lago è situato Chelan, un piccolo centro abitato.